# (74007) 1998 FY78
(74007) 1998 FY78 – planetoida z pasa głównego asteroid okrążająca Słońce w ciągu 3,61 lat w średniej odległości 2,35 j.a. Odkryta 24 marca 1998 roku.